# Roy Stark
Roy Stark ist eine von Hansrudi Wäscher in den 60er Jahren für den Walter Lehning Verlag geschaffene Comicserie. Von Mai 1967 bis Januar 1968 erschienen 18 Großbände. Die vierfarbige Serie war die letzte, die Hansrudi Wäscher für den Lehning Verlag begonnen hatte. 1968 wurde die Serie mit einem Abschluss eingestellt. Die Abenteuer von Roy Stark sind auch in französischer Sprache erschienen.

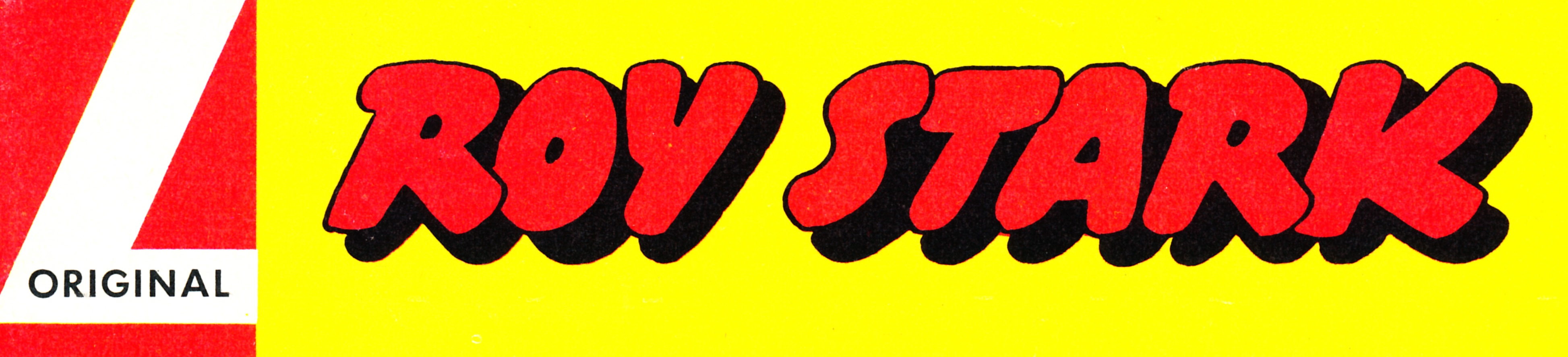
Roy Stark

## Handlung
Der ziemlich skrupellose ehemalige Stuntman Roy Stark (er weint schon mal über den Verlust seines Autos, zuckt bei dem Tod eines Gegners aber nur mit den Achseln) erlebt viele Abenteuer, die ihm die Professoren Sims und Moser eingebrockt haben, die eine Zeitmaschine erfunden haben, die eine ungeheure Stromrechnung produziert. So suchen die Erfinder eine Möglichkeit der Geldbeschaffung und als ein indischer Fürst eine riesige Geldsumme für den besten Ringer der Welt auslobt, wird Roy Stark für einen Wettkampf angeheuert und mit weiteren Kandidaten auf eine einsame Insel verfrachtet. Er geht natürlich siegreich aus allen Kämpfen hervor und streicht die Siegesprämie für die Professoren ein.

## Figuren der Serie
- Roy Stark
- Cin Cin: Asiatischer Freund von Roy Stark
- Professor Sims: Erfinder der Zeitmaschine
- Professor Moser: Freund von Professor Sims

## Nachdrucke
In einer sechsteiligen Buchausgabe des Norbert Hethke Verlags wurden die 18 Großbände von November 1990 bis Januar 1991 in einer Nostalgiereihe nachgedruckt. Im Jahr 2006 erschienen vom Serienhelden Telefonkarten und die Hefte 19 und 20 wurden mit neuen Abenteuern und mit unterschiedlichen Covern ausgestattet, je eines für die frei verkäufliche Ausgabe und eine Sonderausgabe für Telefonkartenabonnenten mit diesen Motiven als Cover.
Seit November 2018 erscheint im Bildschriftenverlag Hannover eine Neuauflage der Einzelhefte in neuer Koloration.